# Міліметр
Міліметр (від мілі і метр) — частинна одиниця вимірювання відстані в системі SI, що дорівнює 1/1000 метра. Позначення: українське «мм», міжнародне «mm».
1 мм = 0,001 м = 0,01 дм = 0,1 см = 1000 мкм.

## Визначення
З 1983 року, метр був визначений як "довжина шляху, який долає світло у вакуумі за інтервал часу в 1/299792458 секунди". Міліметр дорівнює 1/1000 метра, таким чином це є відстань, яку долає світло в 1/299792458000 секунди.